# Aeroportul Tsletsi
Aeroportul Tsletsi (IATA: QDJ, ICAO: DAFI) este un aeroport din Provincia Djelfa, Algeria.
Situat la o altitudine de 1.144 m, aeroportul dispune de o singură pistă.